# Mariam Tendou Kamara
Ne doit pas être confondu avec Mariam Kamara.
Pour les articles homonymes, voir Kamara.
Mariam Tendou Kamara née au Libéria, est une experte onusienne, entrepreneur et communicante d’origine guinéenne,,.
Directrice générale de l’agence de communication BAANTOU depuis 2015.

## Biographie

### Enfance et éducation
Mariam Tendou Kamara est née au Libéria d'un père guinéen et de mère congolaise. Elle a obtenu son baccalauréat en sciences économiques à l'école Pascal dans le 16e arrondissement de Paris en France avant de poursuivre ses études universitaires aux États-Unis en pharmacie, à l'université du Nord-Est de Boston, dans le Massachusetts.

### Carrière
Mariam Tendou passe dix ans d'expérience en tant que professionnelle en santé publique, principalement en 1996, en tant que pharmacienne en chef pour la firme américaine Walgreens Co., et en 2002 par la AIDS Healthcare Foundation (en) dans la région de San Francisco (Californie) avant de rentrer en Guinée en 2006.
Elle fait une reconversion professionnelle progressive, avant d'être recrutée par les Nations Unies. Elle évolue ensuite progressivement vers les domaines du plaidoyer institutionnel et de l'inclusion socio-économique des femmes et des jeunes, des partenariats stratégiques, de la communication, et de la mobilisation de ressources.

De 2008 en 2009, elle porte le rôle de conseillère de cabinet auprès du ministre, chargée de la communication et des partenariats, et des relations avec les institutions internationales, auprès du Ministère de la promotion de l’emploi des jeunes, dirigé par Amadou Diallo, et ce après sa nomination par décret présidentiel en 2008 dans le gouvernement Souaré, à la fin du régime de Lansana Conte.

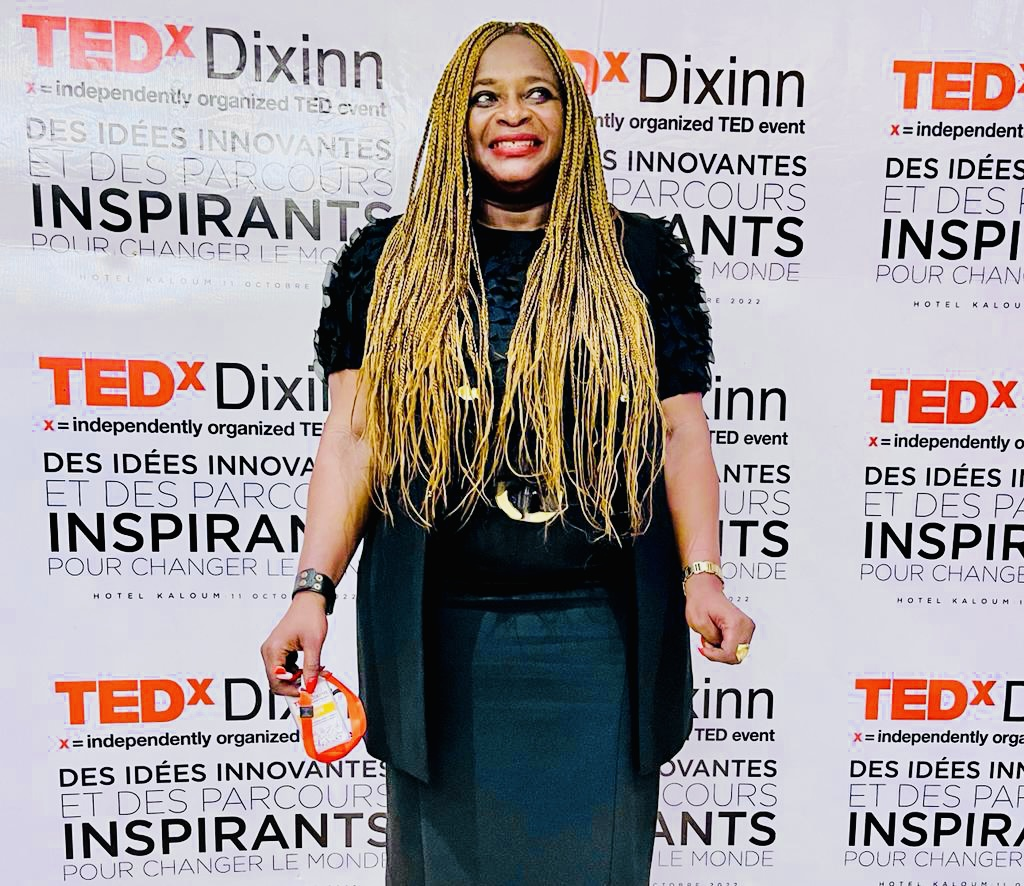
Mariam lors du TED de Dixinn en Octobre 2022.

Mariam est directrice exécutive de Women of Africa (WAFRICA) en Guinée et membre de l'instance de coordination nationale de country coordinating mechanism de 2008 en 2010 pour le Fonds mondial de la lutte contre la Tuberculose, le SIDA, et le Paludisme au compte du secteur international des ONGs en Guinée.
Recrutée à Dakar au Sénégal en 2010, Mariam Kamara a dirigé le portefeuille de chargée de la communication et de la mobilisation de ressources pour la sous-région, pour le bureau régional de l'ONU Femmes en Afrique de l'Ouest et du Centre de 2010 à 2015 en couvrant plus de 24 pays de la sous région,. Elle y a effectué plusieurs missions de terrain auprès de deux directrices exécutives de l'ONU Femmes, Michele Bachelet et  Phumzile Mlambo-Ngcuka dans leurs missions officielles sur le continent africain et notamment au Sénégal, Mali, Nigeria, Éthiopie et la République démocratique de Congo de 2011 à 2017. Parallèlement, celle de la vice-sécrétaire générale de l'ONU Amina Mohammed lors de ses missions en Afrique, particulièrement au Nigeria et en RD Congo au Nord Kivu en 2017. Mariam a couvert en tant que spécialiste chargée de mission, puis experte consultante senior auprès de l'ONU plusieurs sommets des chefs d'Etats africains lors des sommets au siège de l’Union Africaine, et des rencontres ministérielles des ministres du genre et des finances auprès de la commission économique de l’Union Africaine entre 2011 et 2015 à Addis-Ababa en Éthiopie. Elle a parallèlement coordonné les campagnes mondiales du HeForShe et de Orangez le Monde/Tous unis contre la violence sexiste des Nations unies et de l'ONU Femmes pour la région Afrique de l’Ouest et du Centre  de 2010 à 2021.
En mai 2017, Mariam Kamara a reçu le prix WEF 2017 pour «Femmes leaders emblématiques créant un monde meilleur pour tous» lors de la conférence annuelle Women Economic Forum de New Delhi.

## Activiste
Mariam Tendou Kamara est une afro-féministe, membre de la plate-forme du African Feminist Forum lancée par le AWDF (African Women’s Development Fund) qu’elle a rejoint depuis depuis 2008, en tant que signataire de la charte féministe du AFF, lors de la rencontre du forum AFF, à Kampala en Ouganda la même année. Elle apparaît dans le recueil de la première édition de l’ouvrage Voice, Power & Soul ou elle figure parmi les 79 profils de militantes féministes africaines issues du continent. Elle prend successivement part aux rencontres du AFF de Dakar, au Sénégal en 2010, et de Harare, au Zimbabwe en 2017.

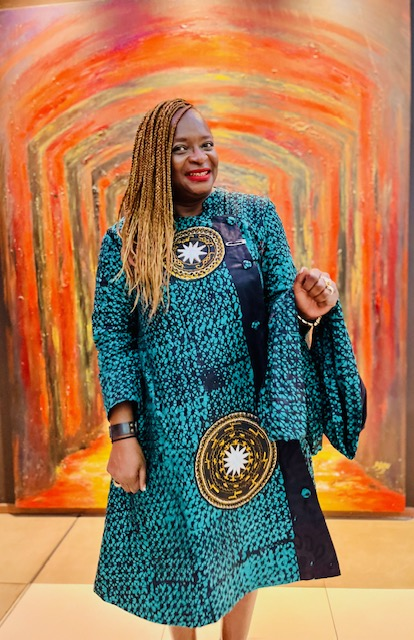

Mariam Tendou crée en mars 2016, la plateforme MadameDigital-Inter'Actes pour mettre en vue les entrepreneures évoluant en Afrique de l'Ouest francophone, en particulier au Sénégal et en Guinée,,,. Elle crée successivement les plateformes d’accompagnement professionnel et personnel du Elles’Coaching au Sénégal puis en Guinée en collaboration avec WAFRICA pour former les femmes entrepreneuses. Commandité par la Banque centrale de la République de Guinée (BCRG), elle organise les dialogues sur l’inclusion numérique et financière en Guinée et en Afrique avec deux éditions du Dia’Fin en 2019.
Elle est membre fondatrice et présidente du conseil d'administration de WAFRICA (Women of Africa en anglais),, et membre fondatrice du groupe de réflexion et d'influences des femmes (GRIF) en Guinée, un think tank apolitique créé en octobre 2019 pour avancer le plaidoyer actif en faveur de l'agenda de l'inclusion et de l'égalité en Afrique de l'Ouest et francophone,.

## Prix et reconnaissance
- 2022 : Feminia d'or, 100 femmes les plus dynamiques de la Guinée et de l'Afrique de l'Ouest.
- 2022 : Katala224, prix d'excellence pour les Guinéens vivant au Sénégal dans la catégorie manager[18].
- 2019 : All Africa Women agenda 2018-2019.
- 2017 : prix WEF 2017 pour Femmes leaders emblématiques créant un monde meilleur pour tous lors de la conférence annuelle Women Economic Forum de New Delhi[14].